# Erèbor
Erèbor fou, en l'imaginari de J.R.R. Tolkien, un regne dels nans de la Terra Mitjana ubicat a la Muntanya Solitària, prop dels límits del Bosc Llobregós.
La Muntanya Solitària va ser ocupada per primer cop per Thrain I però el seu fill Thorin I la va abandonar per emigrar a les Muntanyes Grises.
Els dracs del fred expulsaren Thror i el seu seguici de les Muntanyes Grises. D'aquesta manera Thror retornà a Erèbor, on acumulà una gran quantitat de riqueses i feu amistat amb els homes de Dale. Decennis després un drac (de nom Smaug) va baixar del Glever Marcit, va foragitar els nans del seu regne i va destruir la populosa ciutat de Dale.
Alguns nans emigraren a les Serralades de Ferro però la majoria es van dirigir a les Muntanyes Blaves encapçalats per Thror, Thrain i Thorin Escutderoure. Temps després Thror morí a Mòria a mans d'Azog, aquest fet provocà la terrible guerra entre els nans i els orcs de les Muntanyes Boiroses. El resultat va ser d'una victòria ajustada per part dels nans. Més endavant Thrain va emprendre un viatge deseperat cap a Erèbor per recuperar el regne; l'intent fou desastrós i Thrain acabà a les masmorres de Dol Guldur.
Llavors Thorin passà a ser el rei de tots els nans i després d'una trobada amb en Gàndalf decidí marxar amb tretze nans i un hòbbit cap a la Muntanya Solitària, per tal de foragitar el drac i recuperar el seu regne. Fou en aquest viatge quan en Bilbo Saquet trobà l'Anell Únic al bell mig de les Muntanyes Boiroses.
Finalment i després de moltes aventures els nans van recuperar Erèbor tot i que Thorin i dos dels seus companys van morir en la batalla dels Cinc Exèrcits (Smaug ja havia estat mort per Bard l'Arquer d'Èsgaroth).
Dain II (cosí de Thorin) va passar a ser el Rei sota la Muntanya i gràcies al seu savi regnat els nans van prosperar durant molts anys més.
Durant la Guerra de l'Anell Erèbor va ser atacada pels aliats orientals d'en Sàuron. Els exèrcits de Dale i de la Muntanya Solitària van lluitar junts contra els Orientalencs i van aguantar el setge dins de la muntanya. Quan el Senyor Fosc fou derrotat els assetjats van vèncer els seus enemics. En aquesta batalla perderen la vida el rei Dain d'Erèbor (que fou succeït pel seu fill Thorin Elm de Pedra) i bard el rei de Dale (que fou succeït pel seu fill Bard II)